# پتاسین
پتاسین (به انگلیسی: Petasin) یک ترکیب شیمیایی با شناسه پاب‌کم ۵۲۸۱۵۲۶ است. 